# Robert Kegan
 (janvier 2018).
Robert Kegan (né le 24 août 1946) est un psychologue du développement américain. Il a été professeur en apprentissage et perfectionnement professionnel à la Harvard Graduate School of Education, où il a enseigné pendant quarante ans jusqu'à sa retraite en 2016. De plus, il a été président de l'Institut de gestion et de leadership en éducation et co-directeur du Change Leadership Group. Il est psychologue agréé et thérapeute praticien, a donné de nombreuses conférences à des auditoires professionnels et non professionnels et a été consultant dans le domaine du développement professionnel.

## The Evolving Self
Dans son livre The Evolving Self (1982), Kegan explore les problèmes de la vie humaine dans la perspective d'un processus unique qu'il appelle la construction de sens, l'activité de donner un sens à l'expérience en découvrant et en résolvant des problèmes. "Ainsi, ce n'est pas qu'une personne donne un sens, autant que cette activité d'être une personne est l'activité de la création de sens", dit Kegan. La création de sens est une activité permanente qui commence dès la petite enfance et peut évoluer en complexité à travers une série de «trêves évolutives» (ou «équilibres évolutionnaires») qui établissent un équilibre entre soi et l'autre (en termes psychologiques), ou sujet et objet (en termes philosophiques), ou organisme et environnement (en termes biologiques). Chaque trêve évolutive est à la fois une réalisation et une contrainte sur la création de sens, possédant à la fois des forces et des limites. Et chaque trêve évolutive présente une nouvelle solution à la tension permanente entre, d'une part, la façon dont les personnes sont connectées, attachées et incluses (intégration), et d'autre part, la façon dont les individus sont distincts, indépendants et autonomes (différenciation).
Le but de ce livre est principalement de fournir aux professionnels (tels que les conseillers, les psychothérapeutes et les coaches) un large cadre de développement pour comprendre les différentes façons dont leurs clients comprennent leurs problèmes. Kegan adapte l'idée de Donald Winnicott de l'environnement de la détention et propose que l'évolution de la production de sens soit une histoire de la vie des environnements de détention, ou des cultures de l'encastrement. Kegan décrit les cultures de l'enfouissement en termes de trois processus: la confirmation (s'accrocher), la contradiction (lâcher prise) et la continuité (rester en place pour la réintégration). Pour Kegan, «la personne est plus qu'un individu», et la psychologie du développement est l'étude de l'évolution des cultures de l'encastrement, et non de l'étude des individus isolés. "L'une des caractéristiques les plus puissantes de cette psychologie, en fait, est sa capacité à libérer la théorie psychologique de l'étude de l'individu décontextualisé.La psychologie du développement revoit toute la question de la relation entre l'individu et le social en rappelant que la distinction n'est pas absolue, que le développement est intrinsèquement à propos du règlement continu et de la réinstallation de cette distinction même. " Kegan montre comment une partie de la détresse psychologique que les gens éprouvent (y compris la dépression et l'anxiété) peut être considérée comme le résultat des «urgences naturelles» qui surviennent lorsque «les termes de notre trêve évolutive doivent être renégociés» et une nouvelle culture de l'encastrement doit émerger.
L'Evolving Self se distingue par son intégration théorique de trois traditions intellectuelles très différentes. La première est la tradition humaniste et existentielle-phénoménologique (qui comprend Martin Buber, Prescott Lecky, Abraham Maslow, Rollo May, Ludwig Binswanger, Andras Angyal et Carl Rogers). La seconde est la tradition néo-psychanalytique (qui comprend Anna Freud, Erik Erikson, Ronald Fairbairn, Donald Winnicott, Margaret Mahler, Harry Guntrip, John Bowlby et Heinz Kohut). Le troisième est ce que Kegan appelle la tradition constructive-développementale (qui comprend James Mark Baldwin, John Dewey, George Herbert Mead, Jean Piaget, Lawrence Kohlberg, William G. Perry et Jane Loevinger). Le livre est également fortement influencé par la philosophie et la psychologie dialectiques et par la psychologie des femmes de Carol Gilligan. Malgré la richesse des histoires humaines du livre, en raison de la densité de l'écriture de Kegan et de sa complexité conceptuelle, certains lecteurs ont eu du mal à lire.
Kegan présente une séquence de six équilibres évolutifs: incorporatif, impulsif, impérial, interpersonnel, institutionnel et interindividuel. Le tableau suivant est un composite de plusieurs tableaux du Soi évolutif qui résument ces soldes. L'objet (O) de chaque balance est le sujet (S) du solde précédent. Le processus d'émergence de chaque balance évolutive est décrit en détail dans le texte du livre; Comme le dit Kegan, son intérêt principal est l'ontogenèse de ces équilibres, et pas seulement leur taxonomie.